# Paeonia saueri
Paeonia saueri är en pionväxtart som beskrevs av D.Y.Hong, Xiao Q.Wang och D.M.Zhang. Paeonia saueri ingår i släktet pioner, och familjen pionväxter. Inga underarter finns listade i Catalogue of Life.